# Torneo di Wimbledon 1948
Il Torneo di Wimbledon 1948 è stata la 62ª edizione del Torneo di Wimbledon e terza prova stagionale dello Slam per il 1948.
Si è giocato sui campi in erba dell'All England Lawn Tennis and Croquet Club di Wimbledon a Londra in Gran Bretagna.

## Campioni

### Senior

#### Singolare maschile
Bob Falkenburg ha battuto in finale  John Bromwich con il punteggio di 7–5, 0–6, 6–2, 3–6, 7–5.

#### Singolare femminile
Louise Brough Clapp ha battuto in finale  Doris Hart con il punteggio di 6–3, 8–6.

#### Doppio maschile
John Bromwich /  Frank Sedgman hanno battuto in finale  Tom Brown /  Gardnar Mulloy con il punteggio di 5–7, 7–5, 7–5, 9–7.

#### Doppio femminile
Louise Brough /  Margaret duPont hanno battuto in finale  Doris Hart /  Patricia Todd con il punteggio di 6–3, 3–6, 6–3.

#### Doppio misto
Louise Brough /  John Bromwich hanno battuto in finale  Doris Hart /  Frank Sedgman con il punteggio di 6–2, 3–6, 6–3.

### Junior

#### Singolare ragazzi
Staffan Stockenberg ha sconfitto in finale  Dezső Vad con il punteggio di 6–0, 6–8, 5–7, 6–4, 6–2.

#### Singolare ragazze
Olga Mišková ha sconfitto in finale  Violette Rigollet con il punteggio di 6–4, 6–2.